# دورهامویل (تنسی)
دورهامویل (به انگلیسی: Durhamville) یک منطقهٔ مسکونی در ایالات متحده آمریکا است که در شهرستان لاودردیل، تنسی واقع شده‌است.